# حبيل المعلامة (حبيل جبر)

تعديل مصدري - تعديل

حبيل المعلامة هي إحدى قرى عزلة حبيل جبر بمديرية حبيل جبر التابعة لمحافظة لحج، بلغ تعداد سكانها 33 نسمة حسب تعداد اليمن لعام 2004.